# أديسون (ويسكونسن)
أديسون (بالإنجليزية: Addison, Wisconsin)‏ هي بلدة تقع بولاية ويسكونسن في الولايات المتحدة. تبلغ مساحتها 93.7 (كم²)، وترتفع عن سطح البحر 289 م، بلغ عدد سكانها 3341 نسمة في عام 2000 حسب إحصاء مكتب تعداد الولايات المتحدة وتصل الكثافة السكانية فيها 35.7 نسمة/كم2.

## وصلات خارجية
- https://web.archive.org/web/20120405194718/http://www.tn.addison.wi.gov/
- The US50 - Cities and Towns in Wisconsin State
- Wisconsin Cities and Towns, Facts, Map, Flag, Colleges, Government, and More